# Communiqué
Communiqué – drugi album studyjny angielskiego zespołu Dire Straits, wydany w 1979, 9 miesięcy po poprzednim albumie. Pod wieloma względami stanowi przełom w stosunku do debiutanckiego Dire Straits. W kilku utworach można dodatkowo usłyszeć fortepian.
Obok kompozycji jak „Where Do You Think You’re Going” (poruszającej temat tragedii miłosnej, który Knopfler rozwinął później w utworze „Romeo and Juliet”) na albumie znalazły się przeboje „Portobello Belle” i „Once Upon a Time in the West” (w którym użyto łamanego rytmu reggae).
Płyta jest innowacyjna nie tylko pod względem muzycznym, ale i tekstowym. Zwracają uwagę bardzo dokładnie dopasowane rymy – charakterystyczna cecha Knopflera jako autora tekstów.

## Lista utworów
1. „Once Upon a Time in the West” – 5:25
2. „News” – 4:14
3. „Where Do You Think You’re Going?” – 3:49
4. „Communiqué” – 5:49
5. „Lady Writer” – 3:45
6. „Angel of Mercy” – 4:36
7. „Portobello Belle” – 4:29
8. „Single-Handed Sailor” – 4:42
9. „Follow Me Home” – 5:50

Wszystkie utwory napisane przez Marka Knopflera.

## Twórcy
- Mark Knopfler – gitary, śpiew
- David Knopfler – gitara rytmiczna, śpiew
- John Illsley – gitara basowa, śpiew
- Pick Withers – perkusja
- Boby Bear – instrumenty klawiszowe